# Agostinho Caetano
Pour les articles homonymes, voir Caetano.
Agostinho Caetano, de son nom complet Agostinho Manuel Almeida Caetano, est un footballeur portugais né le 9 décembre 1966 à Penafiel. Il évoluait au poste d'attaquant.

## Biographie

### Carrière en club
Il commence sa carrière professionnelle au sein du club de sa ville, le FC Penafiel, en 1985,,,.
Transféré en 1989 au FC Porto, il ne s'impose pas et dispute un seul match de championnat, en n'étant même pas titulaire, lors de son unique saison avec le club. Toutefois, cette saison-là, il remporte tout de même le titre de champion du Portugal,,.
De 1990 à 1996, il est un joueur majeur de l'équipe du FC Tirsense,,.
Il inscrit notamment avec cette équipe, six buts en première division lors de la saison 1990-1991, et cinq buts dans ce même championnat en 1994-1995. Le 28 février 1995, il inscrit son seul doublé en première division, lors de la réception de l'Os Belenenses. Il brille également en deuxième division, en inscrivant onze buts en 1993-1994.
Il termine sa carrière sur une ultime saison 1996-1997 avec le Sporting Espinho,,.
Il dispute au total 226 matchs pour 21 buts marqués en première division portugaise,.

### Carrière en équipe nationale
International portugais, il reçoit deux sélections en équipe du Portugal en 1995, toutes disputées dans le cadre de la SkyDome Cup à Toronto. Il joue un match contre le Canada (match nul 1-1) et une rencontre contre le Danemark (victoire 1-0). La compétition est remportée par le Portugal.

## Palmarès
Portugal
- SkyDome Cup (1) :
  - Vainqueur : 1995.

 Portugal
- Championnat du Portugal (1) :
  - Champion : 1990.

## Vie privée
Il est le père de Rui Caetano, lui aussi footballeur.